# Mingfeng
Mingfeng (kinesiska: 鸣凤镇, 鸣凤) är en köping i Kina. Den ligger i provinsen Sichuan, i den sydvästra delen av landet, omkring 160 kilometer öster om provinshuvudstaden Chengdu. Antalet invånare är 24 418. Befolkningen består av 11 505 kvinnor och 12 913 män. Barn under 15 år utgör 13,0 %, vuxna 15-64 år 72 %, och äldre över 65 år 13,0 %.
Genomsnittlig årsnederbörd är 1 339 millimeter. Den regnigaste månaden är juli, med i genomsnitt 269 mm nederbörd, och den torraste är december, med 7 mm nederbörd.